# Prvenstvo Hrvatske u nogometu za žene 2002./03.
Prvenstvo Hrvatske u nogometu za žene za sezonu 2002./03. je deseti put zaredom osvojio Osijek.

## Prva liga
| poz | klub                         | ut       | pob      | ner      | por      | gol+     | gol-     | bod      |
| --- | ---------------------------- | -------- | -------- | -------- | -------- | -------- | -------- | -------- |
| 1.  | Osijek (Osijek)              | 14       | 12       | 0        | 2        | 74       | 12       | 36       |
| 2.  | Radnik '99 (Velika Gorica)   | 14       | 12       | 0        | 2        | 60       | 15       | 36       |
| 3.  | Maksimir (Zagreb)            | 14       | 9        | 2        | 3        | 34       | 19       | 29       |
| 4.  | Dinamo (Tomašanci)           | 14       | 7        | 2        | 5        | 29       | 23       | 23       |
| 5.  | Polet Baranja (Karanac)      | 14       | 5        | 0        | 9        | 18       | 48       | 15       |
| 6.  | Viktorija (Slavonski Brod)   | 14       | 2        | 3        | 9        | 13       | 39       | 9        |
| 7.  | Ombla (Dubrovnik)            | 14       | 2        | 2        | 10       | 14       | 40       | 8        |
| 8.  | Pregrada Kunateks (Pregrada) | 14       | 1        | 3        | 10       | 14       | 60       | 6        |
|     | Podravka (Koprivnica)        | odustali | odustali | odustali | odustali | odustali | odustali | odustali |
|     | Trnava (Goričan)             | odustali | odustali | odustali | odustali | odustali | odustali | odustali |

## Druga liga

### Sjever
| poz | klub                              | ut | pob | ner | por | gol+ | gol- | bod |
| --- | --------------------------------- | -- | --- | --- | --- | ---- | ---- | --- |
| 1.  | Mali Mihaljevec (Mali Mihaljevec) | 14 | 11  | 2   | 1   | 68   | 12   | 35  |
| 2.  | Trnava (Goričan)                  | 14 | 8   | 1   | 5   | 35   | 22   | 25  |
| 3.  | Vidovčice                         | 14 | 2   | 0   | 12  | 12   | 47   | 6   |
| 4.  | Oaza Mladost (Selnica)            | 14 | 2   | 0   | 12  | 17   | 78   | 6   |

### Istok
| poz | klub                            | ut | pob | ner | por | gol+ | gol- | bod |
| --- | ------------------------------- | -- | --- | --- | --- | ---- | ---- | --- |
| 1.  | Beketinci (Beketinci)           | 8  | 4   | 4   | 0   | 12   | 2    | 14  |
| 2.  | Vuka (Vuka)                     | 8  | 3   | 2   | 3   | 5    | 8    | 11  |
| 3.  | Donja Motičina (Donja Motičina) | 8  | 1   | 2   | 5   | 5    | 8    | 5   |

### Zapad
| poz | klub                     | ut       | pob      | ner      | por      | gol+     | gol-     | bod      |
| --- | ------------------------ | -------- | -------- | -------- | -------- | -------- | -------- | -------- |
| 1.  | Dalmacija (Kaštel Stari) | 6        | 5        | 1        | 0        | 52       | 10       | 16       |
| 2.  | Phoenix (Zagreb)         | 3        | 1        | 1        | 1        | 8        | 22       | 4        |
| 3.  | Agram (Zagreb)           | 5        | 0        | 0        | 5        | 7        | 35       | 0        |
|     | Susedgrad (Zagreb)       | odustali | odustali | odustali | odustali | odustali | odustali | odustali |